# Saison 2 de Lucifer
Chronologie
Saison 1 Saison 3
La deuxième saison de Lucifer, série télévisée américaine, est constituée de dix-huit épisodes et a été diffusée du 19 septembre 2016 au 29 mai 2017 sur Fox, aux États-Unis.

## Synopsis
La « Mère de la Création », déesse, ex-femme de Dieu et mère de Lucifer et d'Amenadiel, a réussi à s'échapper des Enfers et investit le corps de l'avocate Charlotte Richards, qui vient d'être assassinée, et prend son identité sociale et professionnelle. Lucifer et Amenadiel décident de faire tout leur possible pour découvrir ce qu'elle complote et la renvoyer en Enfer.

## Distribution

### Acteurs principaux
- Tom Ellis (VF : Damien Ferrette) : Lucifer Morningstar
- Lauren German (VF : Stéphanie Lafforgue) : lieutenant Chloe Decker
- D. B. Woodside (VF : Jean-Louis Faure) : Amenadiel
- Lesley-Ann Brandt (VF : Barbara Beretta) : Mazikeen « Maze » Smith (en)
- Kevin Alejandro (VF : Pierre Tessier) : Dan Espinoza / Lieutenant Ducon
- Scarlett Estevez (VF : Lana Ropion) : Beatrice « Trixie »
- Aimee Garcia (VF : Dorothée Pousséo) : Ella Lopez
- Tricia Helfer (VF : Laura Préjean) : La Déesse de La Création, la mère de Lucifer, Amenadiel et Uriel / Charlotte Richards (épisodes 2 et 18)
- Rachael Harris (VF : Nathalie Homs) : Dr Linda Martin

### Acteurs récurrents
- Michael Imperioli (VF : Pierre-François Pistorio) : Uriel, le frère de Lucifer et Amenadiel (5 épisodes)
- Tim DeKay (VF : Guillaume Orsat) : Dr Jacob Carlisle (3 épisodes)

### Invités
- Jeremiah Birkett : Lee Garner (épisode 1)
- Jessica Sula : Amy Dods (épisode 1)
- Colin Egglesfield : Brad Wheeler (épisode 2)
- Charisma Carpenter (VF : Malvina Germain) : Jamie Lee Adrienne (épisode 5)
- Mark Dacascos (VF : Jean-Philippe Puymartin) : Kimo Van Zandt « the Weaponizer » (épisode 5)
- Chris Payne Gilbert (en) (VF : Vincent Bonnasseau) : John Decker, père de Chloe (épisode 7)
- Jamie Kennedy : Andy Kleinburg (épisode 11)
- Timothy Omundson (VF : Gabriel Le Doze) : Earl Johnson / « God » Johnson (épisode 16)

## Production

### Développement
Le 31 octobre 2016, Fox commande neuf épisodes supplémentaires, portant la saison à vingt-deux épisodes.
En mars 2017, il a été convenu que les quatre derniers épisodes, indépendants, seront intégrés à la prochaine saison.

### Attribution des rôles
En juin 2016, Tricia Helfer et Aimee Garcia ont obtenu chacune un rôle principal lors de cette saison.
Entre août 2016 et janvier 2017, Michael Imperioli (Uriel), Charisma Carpenter, Chris Payne Gilbert (en) (John Decker, père de Chloe), Tim DeKay(Dr Jacob Carlisle) et Timothy Omundson (God Johnson) ont obtenu un rôle d'invité le temps d'un ou deux épisodes durant la saison.

### Diffusions
- Aux États-Unis, elle a été diffusée du 19 septembre 2016 au 29 mai 2017 sur Fox.
- Au Canada, elle est diffusée en simultanée sur le réseau CTV. Toutefois, les épisodes diffusés en mai ont été diffusés 25 heures en avance.[réf. nécessaire]
- En France, elle a été diffusée à partir du 13 février 2017 sur 13e rue[10].

## Liste des épisodes

### Épisode 1:Maman, où t'es?
- États-Unis /  Canada : 19 septembre 2016 sur Fox[11] / CTV
- France : 13 février 2017 sur 13e rue[12]
- Québec : 30 août 2017 sur Max[13]
- Belgique : 9 janvier 2018 sur La Une

- États-Unis : 4,36 millions de téléspectateurs[14] (première diffusion)
- Canada : 1,76 million de téléspectateurs[15] (première diffusion + différé 7 jours)

- Rusty Schwimmer (Roberta Beliard)
- Jessica Sula (Amy Dodd)
- Jeremiah Birkett (Lee Garner)
- James Swalm (Boyfriend/Otis)

### Épisode 2:Nouveau corps pour une nouvelle vie
- États-Unis /  Canada : 3 octobre 2016 sur Fox / CTV
- France : 13 février 2017 sur 13e rue
- Québec : 6 septembre 2017 sur Max
- Belgique : 9 janvier 2018 sur La Une

- États-Unis : 3,67 millions de téléspectateurs[16] (première diffusion)
- Canada : 1,685 million de téléspectateurs[17] (première diffusion + différé 7 jours)

- Eric Ladin (Liam Pickering)
- Colin Egglesfield (Brad Wheeler)
- Michael Goorjian (Elliot Richards)
- Daniel Edward Mora (Victor Perez)

### Épisode 3:Le Purificateur
- États-Unis /  Canada : 10 octobre 2016 sur Fox / CTV
- France : 20 février 2017 sur 13e rue
- Québec : 13 septembre 2017 sur Max
- Belgique : 16 janvier 2018 sur La Une

- États-Unis : 3,67 millions de téléspectateurs[18] (première diffusion)
- Canada : 1,649 million de téléspectateurs[19] (première diffusion + différé 7 jours)

- Robin Givens (Leila Simms)
- Vik Sahay (Ray Codfree)
- Harry Katzman (Tommy Smith)
- Matthew MacCaull (Nicholas Sands)

### Épisode 4:Soirée filles
- États-Unis /  Canada : 17 octobre 2016 sur Fox / CTV
- France : 20 février 2017 sur 13e rue
- Québec : 20 septembre 2017 sur Max
- Belgique : 16 janvier 2018 sur La Une

- États-Unis : 3,63 millions de téléspectateurs[20] (première diffusion)
- Canada : 1,585 million de téléspectateurs[21] (première diffusion + différé 7 jours)

- Jarelle Hepburn (Stoner)
- Jordan Connor (Stoner Leroy)
- Nikolai Witschl (Cleveland Mathers)
- Kiko Ellsworth (Davis Fitzgerald)
- Maria Turner (Gisele)
- Anne Leighton (Lily)
- Robert Picardo (Yuri)

### Épisode 5:L'Exterminateur
- États-Unis /  Canada : 24 octobre 2016 sur Fox / CTV
- France : 27 février 2017 sur 13e rue
- Québec : 27 septembre 2017 sur Max
- Belgique : 23 janvier 2018 sur La Une

- États-Unis : 3,55 millions de téléspectateurs[22] (première diffusion)
- Canada : 1,706 million de téléspectateurs[23] (première diffusion + différé 7 jours)

- Michael Imperioli (Uriel)
- Mark Dacascos (Kimo Van Zandt)
- Charisma Carpenter (Jamie Lee Adrienne)
- Phil LaMarr (Ryan Goldburg)

### Épisode 6:Monstre
- États-Unis /  Canada : 31 octobre 2016 sur Fox / CTV
- France : 27 février 2017 sur 13e rue
- Québec : 4 octobre 2017 sur Max
- Belgique : 23 janvier 2018 sur La Une

- États-Unis : 3,42 millions de téléspectateurs[24] (première diffusion)
- Canada : 1,648 million de téléspectateurs[25] (première diffusion + différé 7 jours)

- John Prowse (Jack Peterson)
- Tosca Leong (Sally Peterson)
- Annamaria Demara (Peggy Russo)
- Sean Hunter (Jason Myers)
- Karen Holness (Sidney Loomis)
- Tina Georgieva (Club Goer)
- Joshua Bitton (Wes Williams)
- David Perez (Neighbor)

### Épisode 7:Copie presque conforme
- États-Unis /  Canada : 7 novembre 2016 sur Fox / CTV
- France : 6 mars 2017 sur 13e rue
- Québec : 11 octobre 2017 sur Max
- Belgique : 30 janvier 2018 sur La Une

- États-Unis : 3,52 millions de téléspectateurs[26] (première diffusion)
- Canada : 1,697 million de téléspectateurs[27] (première diffusion + différé 7 jours)

- Alex Fernandez (Deputy Warden Perry Smith)
- Charles Halford (Boris Sokolov)
- Ronnie Gene Blevins (Rodney Lam)
- Caitline Stryker (Tina Fields)
- Lobo Sebastian (Joe Fields)

### Épisode 8:Retour de lame
- États-Unis /  Canada : 14 novembre 2016 sur Fox / CTV
- France : 6 mars 2017 sur 13e rue
- Québec : 18 octobre 2017 sur Max
- Belgique : 30 janvier 2018 sur La Une

- États-Unis : 3,87 millions de téléspectateurs[28] (première diffusion)
- Canada : 1,691 million de téléspectateurs[29] (première diffusion + différé 7 jours)

- Andrea Bogart (Corrina Huff)
- Ryan Alosio (Jenson Glory/Jamie Ostrowski)

### Épisode 9:Avis d'expulsion
- États-Unis /  Canada : 21 novembre 2016 sur Fox / CTV
- France : 13 mars 2017 sur 13e rue
- Québec : 25 octobre 2017 sur Max
- Belgique : 6 février 2018 sur La Une

- États-Unis : 3,63 millions de téléspectateurs[30] (première diffusion)
- Canada : 1,568 million de téléspectateurs[31] (première diffusion + différé 7 jours)

- Nick Jandl (Eric Cooper)
- Chelsea Hobbs (Christi)
- Flex Alexander (Simon Donaghy)

### Épisode 10:Jugement
- États-Unis /  Canada : 28 novembre 2016 sur Fox / CTV
- France : 13 mars 2017 sur 13e rue
- Québec : 1er novembre 2017 sur Max
- Belgique : 6 février 2018 sur La Une

- États-Unis : 4,09 millions de téléspectateurs[32] (première diffusion)
- Canada : 1,782 million de téléspectateurs[33] (première diffusion + différé 7 jours)

- Alex Fernandez (Deputy Warden Perry Smith)
- Rebecca De Mornay (Penelope Decker)
- Sharif Atkins (Prosecutor Earl Steadman)
- Karin Konoval (Juge Vicky Estrada)
- Elfina Luk (Madame Chunhua Li)

### Épisode 11:Ex, mais pas trop
- États-Unis /  Canada : 16 janvier 2017 sur Fox / CTV
- France : 25 septembre 2017 sur 13e rue
- Québec : 8 novembre 2017 sur Max
- Belgique : 13 février 2018 sur La Une

- États-Unis : 3,97 millions de téléspectateurs[34] (première diffusion)
- Canada : 1,625 million de téléspectateurs[35] (première diffusion + différé 7 jours)

- Jennifer Cheon (Jana)
- Diana Bang (Suki)
- Joe Williamson (Party Boy/Burt)
- Jamie Kennedy (Andy Kleinburg)
- Toby Levins (Tim Pickman)

### Épisode 12:Poignées d'amour
- États-Unis /  Canada : 23 janvier 2017 sur Fox / CTV
- France : 25 septembre 2017 sur 13e rue
- Québec : 15 novembre 2017 sur Max
- Belgique : 13 février 2018 sur La Une

- États-Unis : 4,17 millions de téléspectateurs[36] (première diffusion)
- Canada : 1,499 million de téléspectateurs[37] (première diffusion + différé 7 jours)

- Scott Patey (Matthew)
- Alex Pangburn (Timmy)
- Mike Doyle (Bradley)
- April Grace (Dr Scott)
- Merren McMahaon (Amber)
- Max Chadburn (Ashely)
- Tim DeKay (Professeur Carlyle)

### Épisode 13:Belle journée pour mourir
- États-Unis /  Canada : 30 janvier 2017 sur Fox[38] / CTV
- France : 2 octobre 2017 sur 13e rue
- Québec : 22 novembre 2017 sur Max
- Belgique : 20 février 2018 sur La Une

- États-Unis : 4,19 millions de téléspectateurs[39] (première diffusion)
- Canada : 1,699 million de téléspectateurs[40] (première diffusion + différé 7 jours)

- Michael Imperioli (Uriel)
- Tim DeKay (Professeur Carlyle)
- Ashton Moio (Driver)
- Joe Williamson (Burt)
- Albert Nicolas (Ricardo Lopez)
- Ian Verdun (Dave Maddox)

### Épisode 14:Candy Morningstar
- Canada : 30 avril 2017 sur CTV
- États-Unis : 1er mai 2017 sur Fox[41]
- France : 2 octobre 2017 sur 13e rue
- Québec : 29 novembre 2017 sur Max
- Belgique : 20 février 2018 sur La Une

- États-Unis : 3,41 millions de téléspectateurs[42] (première diffusion)
- Canada : 1,256 million de téléspectateurs[43] (première diffusion + différé 7 jours)

- Lindsey Gort (Candy Morningstar)
- Jonathan Togo (Anthony Annan)
- Minni Jo Mazzola (Marla)
- James Neate (Doug)
- Kwasi Thomas (Shane)
- Felisha Terrell (Courtney Sax)

### Épisode 15:Que d'émotions!
- Canada : 7 mai 2017 sur CTV
- États-Unis : 8 mai 2017 sur Fox
- France : 9 octobre 2017 sur 13e rue
- Québec : 6 décembre 2017 sur Max
- Belgique : 27 février 2018 sur La Une

- États-Unis : 3,25 millions de téléspectateurs[44] (première diffusion)
- Canada : 1,303 million de téléspectateurs[45] (première diffusion + différé 7 jours)

- Geoffrey Owens (Murray)
- Kwesi Ameyaw (Craig)
- Marco Soriano (Jon)
- Ryan Bittle (Mr. Taylor)
- Alison Becker (Madison)
- Luke Kilvert (Ranger)
- Christian Convery (Ethan)
- Emily Holmes (Joy)
- Farrah Aviva (Yoga Mom Sonya)
- Kendra Westwood (Fiona)
- Brian Calvert (Steve)
- Johanna Olson (Debbie Lang)

### Épisode 16:Dieu Johnson
- Canada : 14 mai 2017 sur CTV
- États-Unis : 15 mai 2017 sur Fox
- France : 9 octobre 2017 sur 13e rue
- Québec : 13 décembre 2017 sur Max
- Belgique : 27 février 2018 sur La Une

- États-Unis : 3,05 millions de téléspectateurs[46] (première diffusion)
- Canada : 1,362 million de téléspectateurs[47] (première diffusion + différé 7 jours)

- Timothy Omundson (God Johnson)
- Alimi Ballard (Dr Liam Garrity)
- Laura Coover (Nurse Kipsey)
- Adrian Petriw (Tourettes Todd)
- Sharmaine Yeoh (OCD Debbie)
- Craig Meester (Beardy)
- John Stewart (Pyro Pete)
- Amro Majzoub (Normal Ned)
- Julian Domingues (Billy)

### Épisode 17:La Pièce manquante
- Canada : 21 mai 2017 sur CTV
- États-Unis : 22 mai 2017 sur Fox
- France : 16 octobre 2017 sur 13e rue
- Québec : 20 décembre 2017 sur Max
- Belgique : 6 mars 2018 sur La Une

- États-Unis : 3,03 millions de téléspectateurs[48] (première diffusion)
- Canada : 1,167 million de téléspectateurs[49] (première diffusion + différé 7 jours)

- Carolina Gómez (Bianca)
- Kade Wise (Chet)
- Jon Sklaroff (Nigel)
- Clayton Cannon (Zeke)

### Épisode 18:Nouveau Départ
- États-Unis /  Canada : 29 mai 2017 sur Fox / CTV
- France : 16 octobre 2017 sur 13e rue
- Québec : 27 décembre 2017 sur Max
- Belgique : 6 mars 2018 sur La Une

- États-Unis : 3,31 millions de téléspectateurs[50] (première diffusion)
- Canada : 1,35 million de téléspectateurs[51] (première diffusion + différé 7 jours)

- Marcus Coloma (Hector Ruiz)
- Stephi Chin-Salvo (Ava Lyon)
- Shannon Chan-Kent (Kathleen Lyon)